# León Rozitchner
León Rozitchner (Chivilcoy, 24 de septiembre de 1924 - Buenos Aires, 4 de septiembre de 2011) fue un filósofo, escritor, profesor e intelectual argentino. Enseñó en la Universidad de Buenos Aires y fue docente de la Facultad Libre de Rosario. Es muy reconocido en su país por su compromiso con el contexto social y cultural, y disertaba fundamentalmente en el campo filosófico, al igual que el psicoanalítico.

## Biografía
Estudió Humanidades en La Sorbona de París, Francia, donde se graduó en 1952.
Siendo profesor de la Universidad de Buenos Aires en 1976 tuvo que exilarse en Caracas, donde fue profesor de la Universidad Central de Venezuela, director del Instituto de Filosofía de la Praxis e investigador del CENDES (Centro de Estudios del Desarrollo).  Fue codirector de la revista Contorno, donde compartió espacio con Ismael y David Viñas, Adelaida Gigli, Ramón Alcalde, Oscar Masotta y Noé Jitrik.
Retorna a Buenos Aires en 1985 y en 2004 la Fundación Konex de Buenos Aires le otorgó un «Diploma al Mérito» en la categoría de «Ensayo Filosófico» junto con Tomás Abraham (1946-), Nicolás Casullo (1944-2008), Eduardo Grüner (1946-) y Santiago Kovadloff (1942-).
En los años 90', se ocupó de la relación entre cristianismo y capitalismo.
Entre sus numerosas obras sobresalen Freud y los límites del individualismo burgués (1972), Las Malvinas: de la guerra sucia a la guerra limpia (1985), Perón, entre la sangre y el tiempo (1985) y La cosa y la cruz: cristianismo (en torno a las Confesiones de San Agustín) (1997).
Su hijo es el escritor Alejandro Rozitchner (1960-), quien también fue docente de filosofía en la Universidad de Buenos Aires aunque luego centró su carrera en la psicología positiva y la motivación para empresas. Desde 2014 brindó estos mismos servicios en política, siendo contratado como asesor por Mauricio Macri, tanto en su etapa de jefe de gobierno de Buenos Aires como durante su mandato presidencial.

## Publicaciones
- Persona y Comunidad. Buenos Aires: EUDEBA. 1963. ISBN 9789871741755.
- Moral burguesa y Revolución. Buenos Aires: Tiempo Contemporáneo. ISBN 9789871741403.
- Ser judío. Buenos Aires: De La Flor. 1967. ISBN 9789500371964.
- Freud y los límites del individualismo burgués. México: Siglo XXI. 1972. ISBN 9789682303548.
- Freud y el problema del poder (4ª edición). Losada. 2003. ISBN 9500387395.
- Las Malvinas: de la guerra sucia a la guerra limpia (2ª ed edición). Buenos Aires: Losada. 2006. ISBN 9500371936.
- Perón: entre la sangre y el tiempo - Lo inconsciente y la política. Buenos Aires: Centro Editor de América Latina. 1985. ISBN 9789502513126. Archivado desde el original el 20 de diciembre de 2016.
- Las desventuras del sujeto político. Buenos Aires: El Cielo por Asalto. 1996. ISBN 9879035089.
- La Cosa y la Cruz (2ª edición). Buenos Aires: Losada. 2001. ISBN 9789500380522.
- El terror y la gracia. Buenos Aires: Norma. 2003. ISBN 987545110X.
- Materialismo ensoñado (Ensayos edición). Tinta Limón. 2011. ISBN 9789872518592.

## Reconocimientos
- Premio Konex 2004: Diploma al Mérito: Ensayo Filosófico